# Upper Heyford (Oxfordshire)
Pour les articles homonymes, voir Upper Heyford.
Upper Heyford est une paroisse civile et un village de l'Oxfordshire, en Angleterre.